# Clinomania
Clinomania é o excessivo desejo de ficar na cama. A palavra teria origem grega e significa "obsessão de dormir". É o desejo de não sair da cama, ficar embaixo de coberta e cabeça no travesseiro. Uma vontade muito grande (enorme) de ficar deitado, no caso, dormir muito.
De difícil diagnóstico, a Clinomania pode ser confundida com outros males como Distúrbio do sono, depressão e síndrome da fadiga crônica.

## Sintomas
Para se identificar a Clinomania, deve-se olhar para outros males que podem ser confundidos com ela, e a partir de então, através da exclusão, identificar o mal. As pessoas com Clinomania apresentam um excessivo desejo de ficar na cama, sem que estejam com um dos males descritos a seguir:
- Distúrbios do sono: Muitas pessoas têm problemas para dormir, desde apnéia do sono a simplesmente ser incapaz de adormecer.
- Depressão: Aqueles que sofrem de depressão podem ter dificuldade em levantar-se para enfrentar seu mundo, mas as razões por trás são muito diferentes aos que sofrem de Clinomania.
- Síndrome da Fadiga Crônica: Aquele que sofre de síndrome da Fadiga Crônica também terá dificuldade em encontrar a energia e o impulso para sair da cama… mas isso é por causa de sua doença ao invés de Clinomania.[2]

Pessoas diagnosticadas com Clinomania tendem a ter padrões de sono invertidos, dormem constantemente durante o período vespertino e ficam acordados a noite, sendo naturalmente induzidos a não comparecerem a atividades matinais.